# مری ویلر
مری ویلر (انگلیسی: Mary Wheeler؛ زادهٔ ۲۸ دسامبر ۱۹۳۸) دانشمند در زمینه آنالیز عددی اهل ایالات متحده آمریکا است.